# Саркотеста

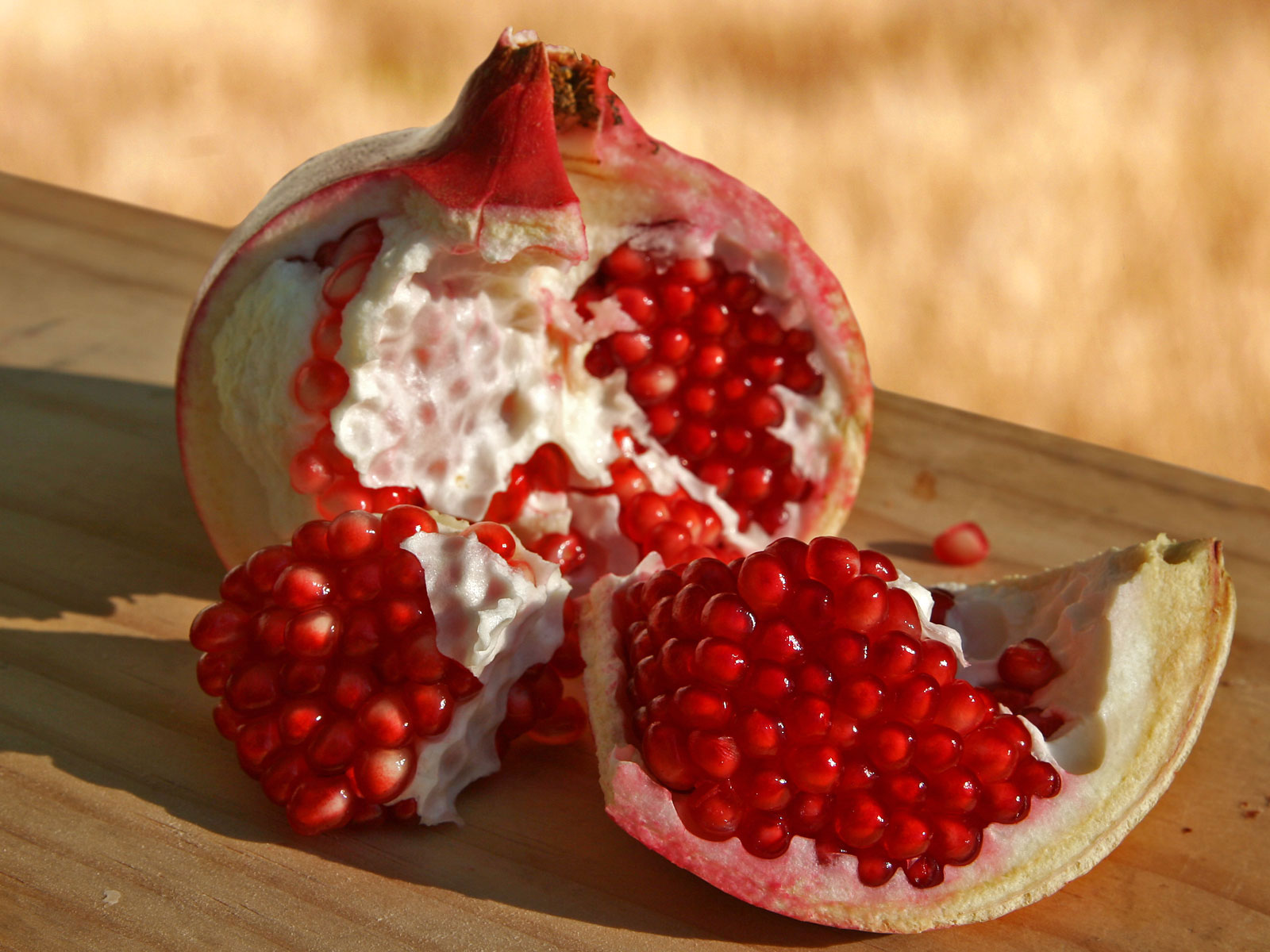
Семена Гранат (растение)|граната (Punica) окружены саркотестой

Саркоте́ста (от греч. σάρξ в род. падеже греч. σαρκός — мясо, плоть и лат. testa —  скорлупа) — часть семенной кожуры. Представляет собой сочный мясистый слой, окружающий семя, образованный одним интегументом или его частями. Всегда сопровождается прочной и твёрдой склеротестой.
Саркотеста может служить для привлечения животных-распространителей семян (зоохория).
Встречается у саговников (лат. Cycadopsida) и гинкго (лат. Ginkgophyta), а также у некоторых покрытосеменных (например, у магнолии (Magnolia), граната (Punica) или представителей семейства Коннаровые (Connaraceae)). 